# شیلر (گروه موسیقی)
شیلر (به آلمانی: Schiller) نام یک گروه موسیقی الکترونیک آلمانی است که در سال ۱۹۹۸ به شهرت رسید و به افتخار شاعر و نمایشنامه نویس آلمانی فردریش شیلر نامگذاری شده‌است.
گروه شیلر سال ۱۹۹۸ توسط کریستوفر فن دیلن (Christopher Von Deylen) و میرکو فون شلیفن در هامبورگ تأسیس شد. در سال ۲۰۰۳ فن شلیفن گروه را ترک کرد.
شیلر در سال ۲۰۰۲ برنده جایزه ECHO برای بهترین آهنگ رقص سال با "Dream of You" شد. شیلر بیش از ۷ میلیون آلبوم در سراسر جهان به فروش رسانده‌است.
کریستو فر فن دیلن همکاری‌های بسیار زیادی با هنرمندان مطرح دنیا برای آلبوم‌هایش انجام داده‌است، همچنین در شهریور ماه سال ۱۳۹۷ که برای ضبط بخشی از آلبوم جدیدش (morgenstun) به ایران آمده بود، با یلدا عباسی (وکال) در ساخت قطعه "Das goldene Tor" و همچنین با پویا سرایی (نوازنده سنتور)، پیروز ارجمند (نوازنده دف) در آهنگ بی کلام "Berlin Tehran" همکاری کرد. یلدا عباسی در تور ۲۰۱۹ شیلر در آلمان نیز حضور داشت.

#### کنسرت در ایران
کنسرت گروه شیلر در آذر ماه سال ۱۳۹۶ طی ۶ شب در تالار وزارت کشور برگزار شد و ۱۵ هزار نفر به تماشای اجرای موسیقی بی‌کلام این گروه نشستند. این برای اولین بار بود که یک گروه موسیقی معروف آلمانی در ایران کنسرت برپا می‌کرد. پیش از این قرار بود کریس دی برگ نیز در تهران کنسرت داشته باشد که در آخرین لحظات لغو شد. کریستوفر فن دیلن در مصاحبه با خبرنگاران دربارهٔ تجربه برگزاری کنسرت در ایران گفت:
اولین بار در زندگیم بود که از هواداران گروهمان فیلم می‌گیرم. آنقدر فضا ما را شوکه کرده بود که تنها فکری که به ذهنمان آمد فیلم گرفتن بود. وقتی به آلمان برگردیم ممکن است کسی حرف ما را باور نکند اما فیلم‌ها برای ما سند هستند. در آلمان مخاطبان اول و آخر کنسرت دست می‌زنند و در حین اجرا هم خیلی واکنشی نشان نمی‌دهند. اما اینجا واکنش‌های مردم عالی بود. شور و اشتیاق و انرژی ای که از مردم در تالار وزارت کشور گرفتیم فوق‌العاده بود.
گرچه به دلیل شور و استقبال بسیار زیاد طرفداران این گروه آلمانی آنها در اسفند ماه همان سال بار دیگر برای اجرای کنسرت به تهران آمدند و سه اجرای فوق‌العاده دیگر را به نمایش گذاشتند (آهنگ برلین-تهران) نیز در این کنسرت‌ها برای اولین بار به‌صورت زنده اجرا شد.

## دیسکوگرافی

#### آلبوم‌های استودیویی
- ۱۹۹۹ – زایت‌گایست (روح زمان)
- ۲۰۰۱ – ولت‌رایزه (سفر به دور دنیا)
- ۲۰۰۳ – لبن (زندگی)
- ۲۰۰۵ – تاگ آوند ناخت (روز و شب)
- ۲۰۰۸ – زنشوت (آرزو)
- ۲۰۱۰ – آتملوس (بی‌نفس)
- ۲۰۱۲ – زونه (خورشید)
- ۲۰۱۳ – اثر
- ۲۰۱۶ – فیوچر (آینده)
- ۲۰۱۹ – مورگنشتوند (صبح زود)
- ۲۰۲۰ – رنگ‌ها (به عنوان کریستوفر فون دایلن)
- ۲۰۲۱ – تابستان در برلین
- ۲۰۲۱ – برلین مسکو: تجربه نهایی
- ۲۰۲۱ – حماسه
- ۲۰۲۳ – الومینیت (روشن کردن)

### تک آهنگ‌ها
- 1998 – Das Glockenspiel (The Glockenspiel)
- 1999 – Liebesschmerz (Lover's Pain)
- 1999 – Ruhe (Calm)
- 2000 – Ein Schöner Tag (A Beautiful Day) (with Isgaard)
- 2001 – Dream of You (with Peter Heppner)
- 2001 – Dancing With Loneliness (with Kim Sanders)
- 2003 – Liebe (with Mila Mar) (Love)
- 2004 – Leben... I Feel You (with Peter Heppner)
- 2004 – I've Seen It All (with Maya Saban) (1 Track Promo Release Only)
- 2004 – The Smile (with Sarah Brightman) (1 Track Promo Release Only)
- 2005 – Die Nacht... Du Bist Nicht Allein (with Thomas D.) (The Night... You Are Not Alone)
- 2006 – Der Tag... Du Bist Erwacht (with Jette von Roth) (The Day... You Are Awake)
- 2008 – Sehnsucht (with Xavier Naidoo) (Desire) (1 Track Promo Release Only)
- 2008 – Let Me Love You (with Kim Sanders)
- 2008 – Time For Dreams (with Lang Lang)
- 2008 – You (with Colbie Caillat)
- 2010 – Try (with Nadia Ali)
- 2010 – I Will Follow You (with Hen Ree) (Release: 11 June)
- 2010 – Always You / Innocent Lies (with Anggun) (Release: 12 November)
- 2012 – Sonne (with Unheilig) (Release: 21 September) (Sun)
- 2013 – Lichtermeer (Release: 8 March) (Sleepless)
- 2013 – Swan Lake (Release: 30 August)
- 2016 – Paradise (with Arlissa) (Release: 12 February)
- 2018 – Berlin Tehran
- 2019 – Morgenstund (with Nena) (Release: 22 February)
- ۲۰۱۹ — Universe
- ۲۰۱۹ — In Between
- ۲۰۱۹ — Avalanche
- ۲۰۱۹ — Das Goldene Tor
- ۲۰۲۰ — Avalanche 2020
- ۲۰۲۰ — Infinity (as Christopher von Deylen)
- ۲۰۲۰ — Arco Iris (as Christopher von Deylen)
- ۲۰۲۰ — Heaven Can Wait (as Christopher von Deylen)
- ۲۰۲۰ — Der Goldene Engel
- ۲۰۲۱ — Metropolis
- ۲۰۲۱ — Miracle
- ۲۰۲۱ — Summer In Berlin
- ۲۰۲۱ — Beyond The Horizon
- ۲۰۲۱ — White Nights (Don't Let Me Go)
- ۲۰۲۱ — Midnight in Shiraz

## نگارخانه

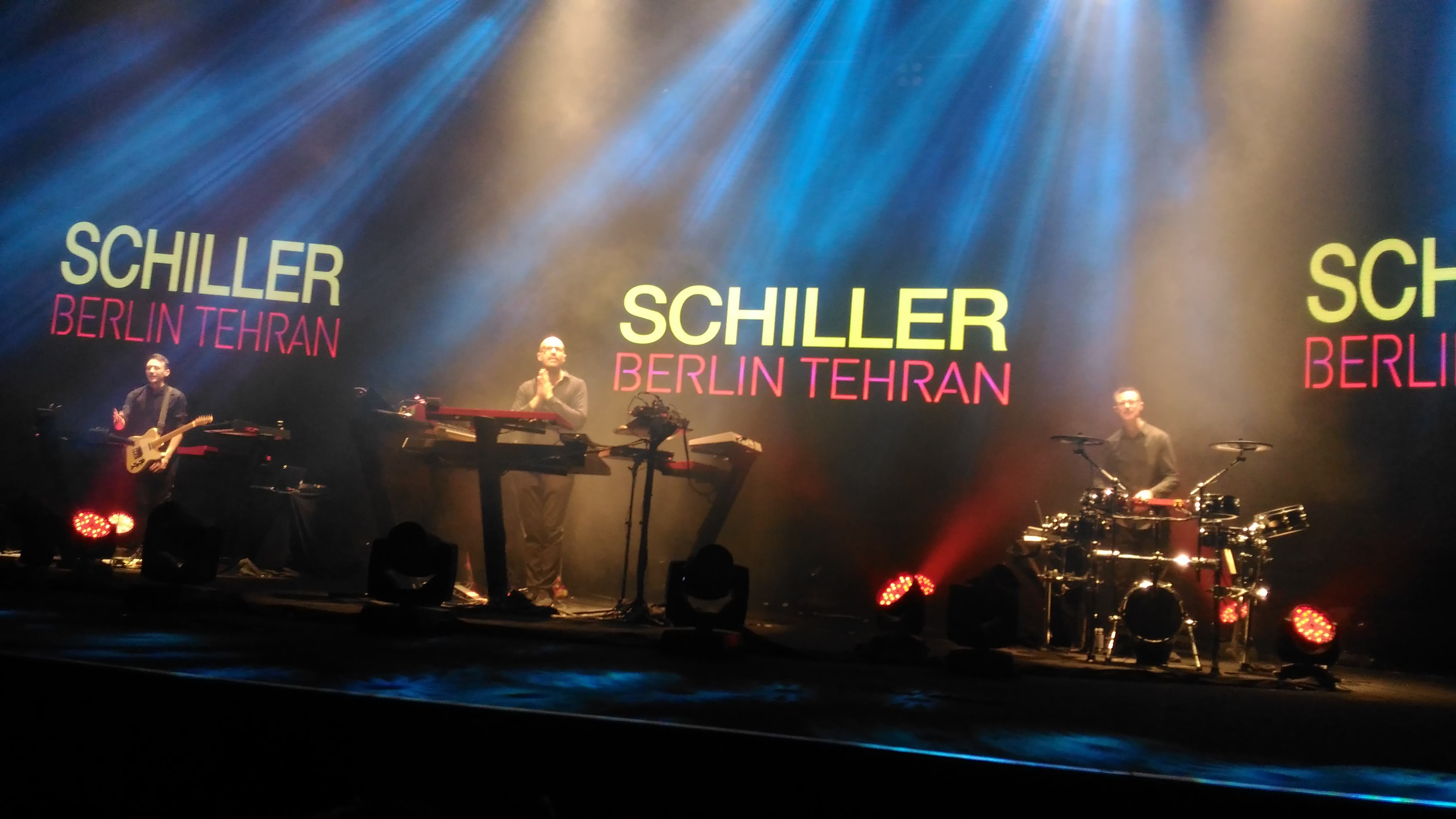
اجرای آهنگ برلین - تهران
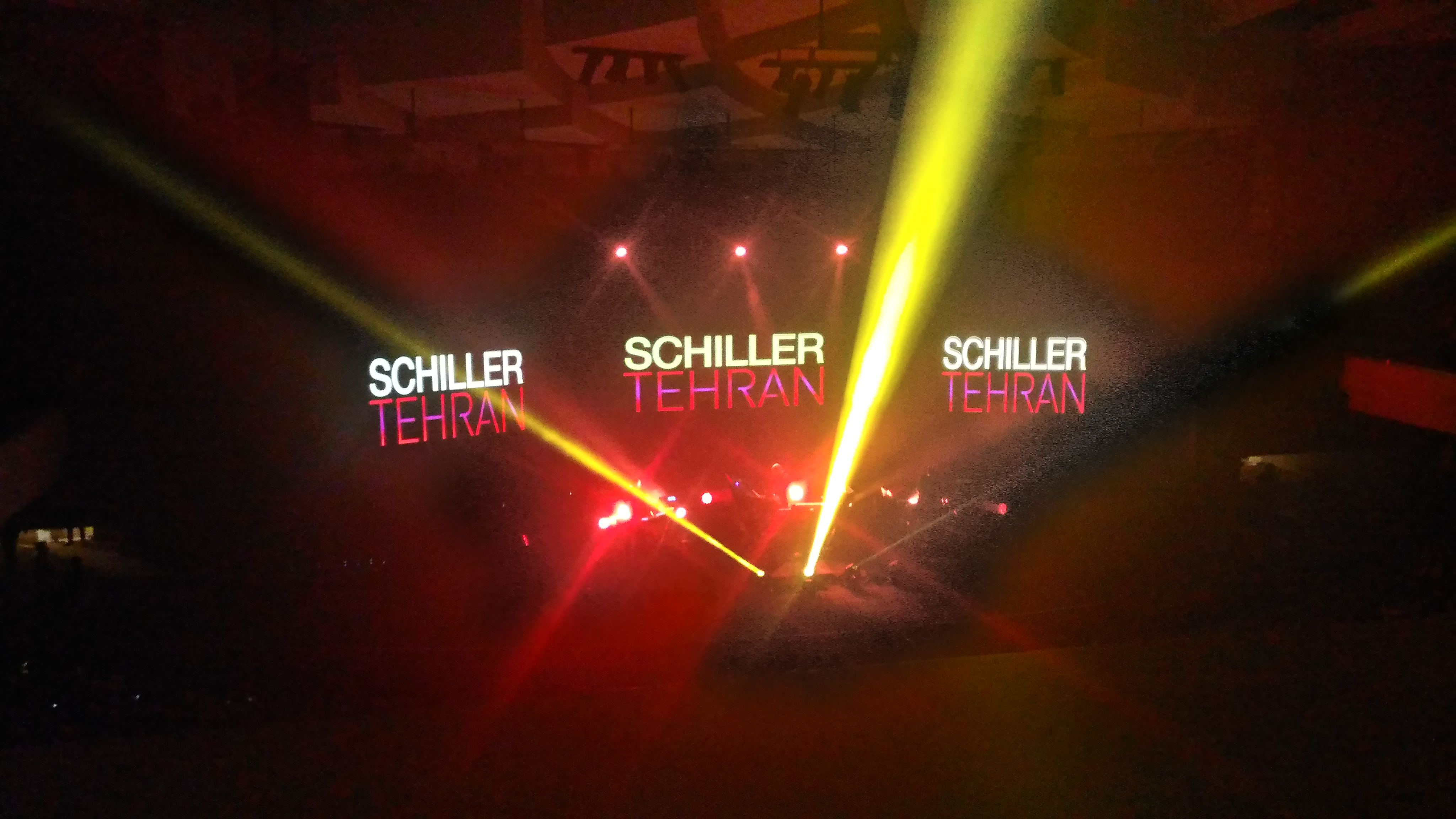
اجرای گروه در تهران
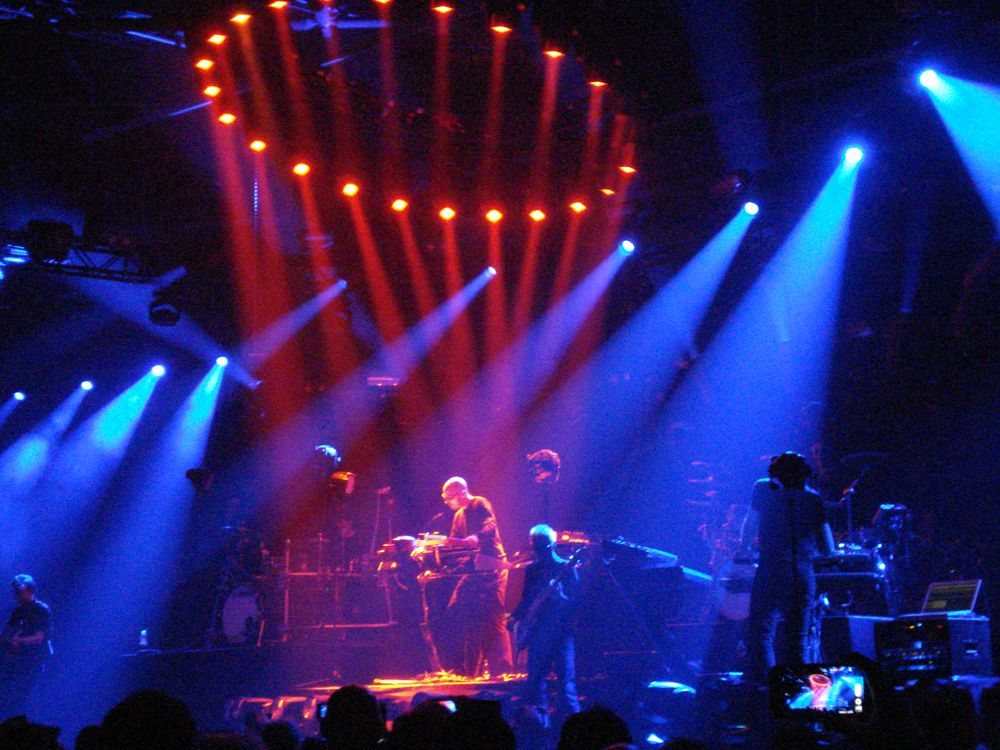
اجرای گروه در آلمان